# Yonatan Netanyahu
Yonathan Netanyahu, conosciuto come Yoni (New York, 13 marzo 1946 – Entebbe, 4 luglio 1976), è stato un militare e scrittore israeliano.

## Biografia
Nacque a  New York, negli Stati Uniti d'America nel 1946, si arruolò durante la guerra dei sei giorni. Ripresa l'università, tornò nella forze di difesa israeliane nel 1973 per la guerra del Kippur, al termine della quale venne insignito della Medal of Distinguished Service per la sua condotta. Fu nel 1976 a capo del commando Sayeret Matkal, e fu ucciso in azione durante l'Operazione Entebbe in Uganda.
Il fratello Iddo Netanyahu "ricostruì minuziosamente la missione, che portò alla liberazione degli ostaggi (i dirottatori avevano discriminato dagli altri i passeggeri israeliani e quelli ebrei anche se di altra nazionalità, e si può facilmente immaginare quale sorte li aspettava) con un numero ridotto di vittime: 1 ostaggio ucciso per errore dai militari israeliani, 2 ostaggi uccisi dai militari ugandesi durante l'operazione, un’anziana signora ebrea (Dora Bloch) che per le sue condizioni era stata precedentemente ricoverata in ospedale e di cui non si seppe più nulla fino al 1979, quando ne furono trovati i resti (era stata massacrata per vendetta dai soldati ugandesi) e, appunto, Yoni, che cadde colpito a morte mentre guidava il commando".
L'altro suo fratello minore, Benjamin Netanyahu, è primo ministro di Israele.

## Nella cultura di massa
- Nel film TV La lunga notte di Entebbe, diretto nel 1976 da Marvin J. Chomsky, Netanyahu è interpretato da Richard Dreyfuss.
- Nel film TV I leoni della guerra, diretto nel 1977 da Irvin Kershner, Netanyahu è interpretato da Stephen Macht.
- Nel film La notte dei falchi, diretto nel 1977 da Menahem Golan, Netanyahu è interpretato da Yehoram Gaon.

## Opere
- Yonathan Netanyahu, Lettere, traduzione di Michele Silenzi, premessa e postfazione di Benjamin e Iddo Netanyahu, Macerata, Liberilibri, 2016, ISBN 978-88-98094-30-1.